# Hodek HK-101
Hodek HK-101 byl československý dvoumotorový dvoumístný lehký sportovní letoun vyvinutý společností Továrna sportovních letadel, Vincenc Hodek, Praha-Holešovice. Práce na něm začaly roku 1942 a za druhé světové války probíhaly v utajení. V letech 1945–1949 byly postaveny dva prototypy, avšak po znárodnění firmy a převedení vývoje do Aera byly práce na slibném typu utlumeny a později zastaveny.

## Historie
Nápad na vývoj dvoumotorového sportovního letounu dostal český podnikatel a nadšený letec Vincenc Hodek při přeletu rumunských hor v jednomotorovém stroji Zlín Z-XII. Svou myšlenku Hodek dále rozpracoval roku 1939 po návratu z aerosalonu v Bruselu. Vše však zkomplikovala německá okupace a vypuknutí druhé světové války. Utajený ilegální vývoj letounu byl zahájen roku 1942. Hodek se svým spolupracovníkem ing. Stanislavem Křížem navrhli projekt HK-1, ze kterého po dalších úpravách vznikl typ HK-101. Označení HK znamenalo Hodek-Kříž.
V květnu 1945 Hodek požádal ministerstvo dopravy o souhlas se stavbou tří prototypů svého letounu. Vývoj však pokračoval ve velmi obtížných podmínkách, neboť na podzim 1945 byl téměř veškerý letecký průmysl zestátněn a Hodkova továrna na letecké přístroje zůstala prakticky jediným soukromým podnikem v tomto oboru. Vývoj letounu ji navíc stál nemalé prostředky.
Výroba prototypu (imatrikulace OK-BOB, přezdívaný „Bobík“) a dílů pro lámací zkoušky po válce začala v pronajaté dílně Rapidbetonu v Praze na Libeňském ostrově. Model a technické výkresy HK-101 byly vystaveny roku 1946 na prvním poválečném Pařížském aerosalonu. Větší pozornost však letoun nevzbudil. Prototyp byl dokončen roku 1947 a přemístěn na letiště v Klecanech. Aby se letoun dostal z malé dílny, musela být částečně rozebrána jedna její stěna. Zkušebního programu se ujal pilot Jan Kaucký, bojující za války v řadách 310. čs. stíhací perutě RAF. S letounem poprvé vzlétl 4. září 1947. Během záletu, kterému byli přítomni ministr dopravy Ivan Pietor a přednosta leteckého odboru ministerstva dopravy brigádní generál Vilém Stanovský, stroj prokázal dobré vlastnosti a výkony. Pilot však doporučil zvětšit ocasní plochy.
O tři dny později Kaucký provedl povedenou letovou ukázku HK-101 na mezinárodním leteckém dni v Praze-Ruzyni, čímž pro stroj získal značnou pozornost veřejnosti a tisku. Ozvali se i první zahraniční zájemci. Kritické připomínky se týkaly mimo jiné stísněného prostoru kabiny, horšího výhledu ze zadní sedačky a chybějící radiostanice.
Mezitím se však radikálně změnila politická situace. V lednu 1948 byla Hodkova firma znárodněna a začleněna do národního podniku PAL (Vincenc Hodek byl po komunistickém převratu ze svého podniku propuštěn). Zkoušky prototypu pokračovaly v Leteckém výzkumném ústavu v Praze-Leňanech, který jej pro pokračovací výcvik nadřazoval Avii C-2. Stavba druhého prototypu byla převedena do továrny Aero. Druhý prototyp (OK-COB) poprvé vzlétl 16. července 1949. Pro Aero však letoun nebyl prioritou, vývoj se zpomaloval, až byl v říjnu 1949 zastaven. Oba prototypy byly po nějaké době zlikvidovány.

## Konstrukce
HK-101 byl celokovový dvoumístný dvoumotorový letoun s jednoduchou SOP, zatahovacím záďovým podvozkem firmy Pantof z Radotína a pevným ostruhovým kolečkem. Poháněly jej dva řadové invertní čtyřválce Walter Minor 4-III, každý o výkonu 105 koní. Motory roztáčely kovové dvoulisté na zemi stavitelné vrtule Letov. Každá motorová gondola byla vybavena hasicím zařízením dodaným společností Vatra. 
Byl to nejrychlejší sportovní letoun postavený po druhé světové válce v Československu a, nepočítáme-li za sportovní  cvičné letouny Avia XLE-10 (1950), Letov XLA-54 (1950) a proudové stroje Aero L-29 Delfín a Aero L-39 Albatros, je jím dodnes.

## Dochovaná kýlovka
Ve sbírkách Vojenského historického ústavu se dochovala část celokovové kýlové plochy prvního prototypu HK-101 (OK-BOB) s logem firmy a podpisem Ing. Stanislava Kříže. Nalezena byla na šrotišti Výzkumného a zkušebního leteckého ústavu Praha a později předána do VHÚ.

## Specifikace (HK-101)

### Technické údaje
- Posádka: 2
- Rozpětí: 7,70 m
- Délka: 5,91 m
- Výška: 1,95 m
- Nosná plocha: 8,60 m²
- Hmotnost prázdného letounu: 540 kg
- Max. vzletová hmotnost: 820 kg
- Pohon: 2× řadový invertní čtyřválec Walter Minor 4-III
  - Výkon motoru: 2× 77 kW (105 k)

### Výkony
- Maximální rychlost: 360 km/h
- Cestovní rychlost: 300 km/h
- Dolet: 900 km
- Dostup: 7400 m